# Комедикация
Комедика́ция — приём пациентом дополнительных лекарственных средств, помимо назначенных (или принимаемых самостоятельно) по поводу основного заболевания. Комедикация является терапевтическим отражением коморбидности, она относительна и включает как врачебные назначения, сделанные по поводу сопутствующих заболеваний, так и самостоятельно принимаемые пациентом препараты, а также профилактические и иные средства (витамины, БАДы, оральные контрацептивы). Может быть выделена явная и скрытая комедикация. К последней следует отнести случаи приёма пациентом лекарственных препаратов, о которых не информирован лечащий врач.
Например: ребёнок госпитализируется в пульмонологическое отделение с диагнозом бронхиальная астма и получает соответствующее лечение. При этом у пациента имеется сопутствующее заболевание — эпилепсия, по поводу которого он постоянно получает депакин. В данном случае депакин является комедикацией. Если родители ребёнка не сообщили лечащему врачу (пульмонологу) о сопутствующем заболевании и приёме антиконвульсанта депакина, комедикация будет скрытая. Другая ситуация: пациент проходит лечение по поводу острого пиелонефрита, лечащим врачом назначен антибиотик. У пациента периодически отмечаются головные боли, по поводу чего он самостоятельно принимает обезболивающие таблетки (анальгин), о чём он может сообщить или не сообщить лечащему врачу. Третья ситуация: женщина проходит лечение по поводу ревматического порока сердца, получает соответствующую терапию, включая антикоагулянт. При этом она принимает оральные контрацептивы. Во всех приведённых примерах очевидно, что препараты, принимаемые по поводу сопутствующих заболеваний или с иной целью, могут оказывать существенное влияние на течение основного заболевания и эффективность и безопасность основных медикаментозных назначений.
От комедикации следует отличать полипрагмазию — увеличение числа принимаемых лекарственных средств (независимо от направленности на основное или сопутствующие заболевания), не сопровождающееся повышением эффективности лечения. Не следует распространять термин комедикация на ситуации, когда дополнительные лекарственные средства назначаются для повышения эффективности или безопасности терапии по поводу одного и того же заболевания.